# Paul Gachet

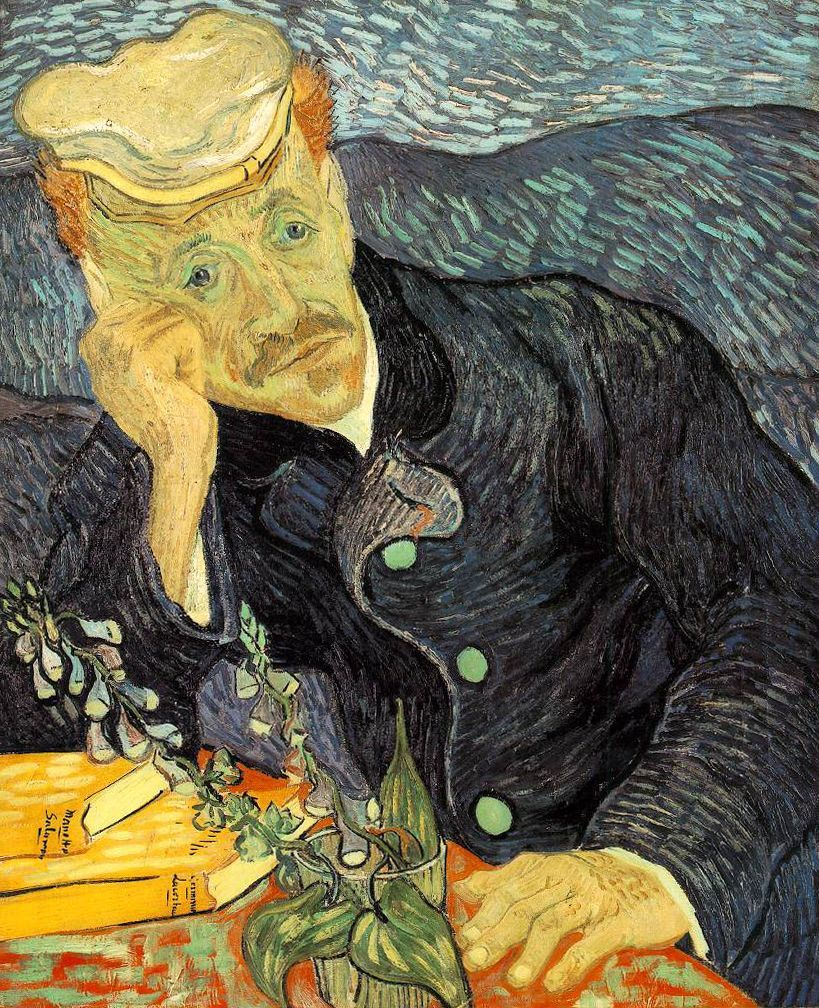
Porträtt av dr Gachet av Vincent van Gogh.

Paul Gachet, född den 30 juli 1828 i Lille, Frankrike, död den 9 januari 1909 i Paris, var en fransk läkare och konstsamlare, verksam i Auvers-sur-Oise. Han har framför allt blivit känd för sin vänskap med Vincent van Gogh, som han vårdade i sitt hem under dennes sista månader.

## Biografi
Född och uppvuxen i Lille, flyttade han med familjen till Mechelen 1844. Han avlade en kandidatexamen vid universitet i Paris och arbetade sedan vid mentalsjukhusen i Bicêtre och Salpêtrière. Bland hans lärare fanns Armand Trousseau. År 1858 fick han en medicinsk examen på sin avhandling Étude sur la Mélancolie (Éditeur du Montpellieer Médecal).
Han återvände sedan till Paris och inrättade en privatpraktik. Han var bekant med Gustave Courbet, Jules Champfleury, Victor Hugo och senare Paul Cézanne. Han var också vän med kemisten Henri Nestlé och förskrev dennes nya mjölkpulver som näringstillägg till en del av sina barnpatienter.

## Gachets konstsamling

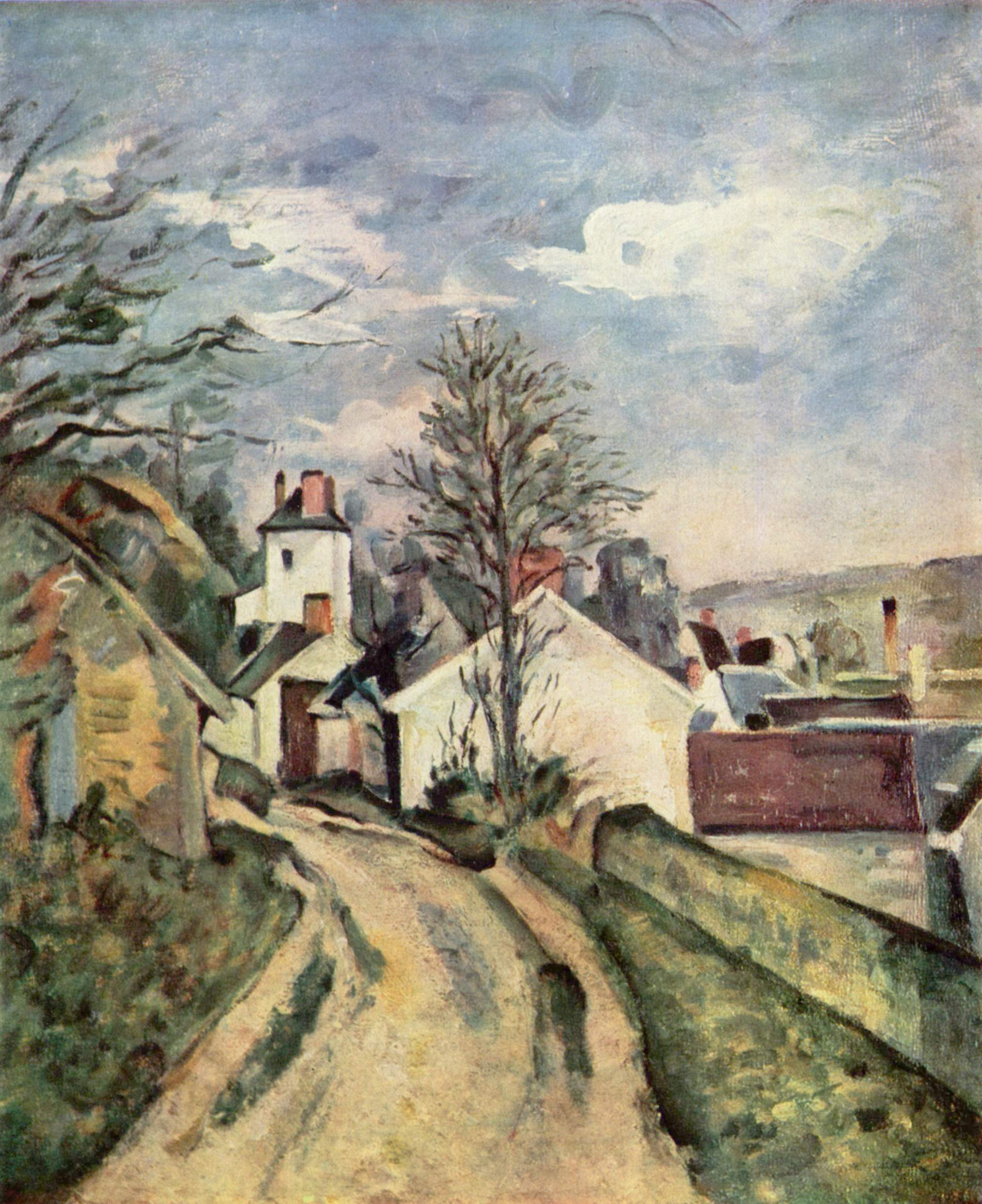
Dr Gachets hus i Auvers, Paul Cézanne, 1873-74, Musée d'Orsay, Paris.

Gachet var vän med och behandlade konstnärerna Camille Pissarro, Auguste Renoir, Édouard Manet, Paul Cézanne och Norbert Goeneutte för att bara nämna några. Detta gav honom möjlighet att samla ihop en av de största impressionistiska konstsamlingarna i Europa innan han dog 1909.
Gachet, hans hustru och hans hem var motiv för flera konstverk av berömda konstnärer såsom
- Porträtt av dr Gachet, målning av Vincent van Gogh
- Dr Gachet, etsning av Vincent van Gogh (1890)
- Paul Gachet, målning av Norbert Goeneutte , (1891) Musee D'Orsay
- Paul Gachet, målning av Emile Bernard , (1926 postuma) Musée D'Orsay
- House of Dr Gachet, Paul Cezanne (1872).